# Green Man
"Green Man" - debiutancki album brytyjskiego wokalisty i członka zespołu Take That, Marka Owena wydany 2 grudnia 1996, kilka miesięcy po rozwiązaniu grupy. Trzy utwory z tej płyty - "Child", "Clementine" i "I Am What I Am" zostały wydane jako single. Album znalazł się na 33. miejscu listy UK Albums Chart i do 2013 był najwyżej notowaną płytą w karierze artysty. Album ponownie został wydany 27 października 2003 jako "Green Man: Revisited", na którym znalazły się dodatkowo pięć bonusowych utworów, które nie znalazły się wcześniej na płycie. Reedycja podobnie jak drugi album piosenkarza - "In Your Own Time" przyniosła sukces zwłaszcza, że zostały one wydane w tym samym roku. Sprzedano 200,000 egzemplarzy tego albumu.

## Lista utworów
źródło:.

### "Green Man" (1996)
1. "Green Man" - 5:40
2. "Clementine" - 4:10
3. "Child" - 5:05
4. "Are You With Me" - 3:45
5. "Naturally" - 3:16
6. "Ask Him To" - 4:36
7. "Backpocket And Me" - 4:48
8. "Move On" - 4:20
9. "Secondhand Wonderland" - 5:46
10. "My Love" - 4:28
11. "I Am What I Am" - 4:21
12. "Is That What It's All About" - 4:28

### "Green Man: Revisited" (2003)
1. "Green Man" - 5:40
2. "Clementine" - 4:10
3. "Child" - 5:05
4. "Are You With Me" - 3:45
5. "Naturally" - 3:16
6. "Ask Him To" - 4:36
7. "Backpocket And Me" - 4:48
8. "Move On" - 4:20
9. "Secondhand Wonderland" - 5:46
10. "My Love" - 4:28
11. "I Am What I Am" - 4:21
12. "Is That What It's All About" - 4:28
13. "Confused" - 4:16
14. "Home" - 5:04
15. "Child" (Acoustic Version) - 3:35
16. "Johnny" - 3:12
17. "Mr. You" - 4:23

## Notowania
| Notowania (1996)  | Pozycja |
| ----------------- | ------- |
| Austria           | 28      |
| Belgia (Flandria) | 25      |
| Belgia (Walonia)  | 40      |
| Finlandia         | 27      |
| Holandia          | 62      |
| Hiszpania         | 3       |
| Japonia           | 93      |
| Niemcy            | 46      |
| Szwajcaria        | 22      |
| Wielka Brytania   | 33      |
| Włochy            | 15      |

## Certyfikacje
| Kraj            | Sprzedaż | Certyfikacja |
| --------------- | -------- | ------------ |
| Hiszpania       | 100,000  | Platyna      |
| Wielka Brytania | 100,000  | Złoto        |